# Le Hamel (Oise)
Pour les articles homonymes, voir Le Hamel.
Le Hamel est une commune française située dans le département de l'Oise en région Hauts-de-France.

## Géographie

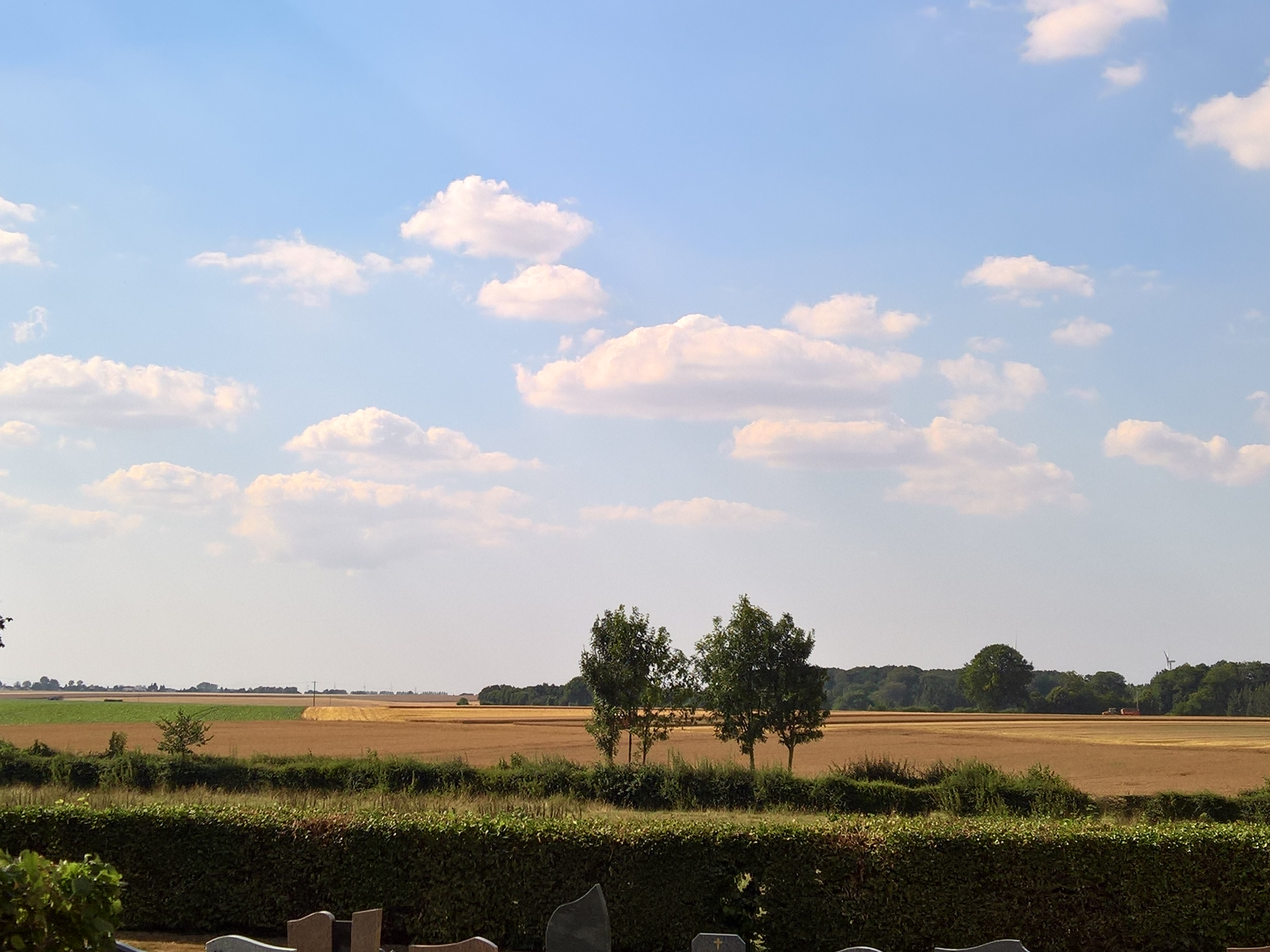
Paysage rural à la moisson, depuis le cimetière.

### Localisation
Le Hamel est un village agricole du Plateau picard, situé sensiblement à mi-distance d'Amiens et de Beauvais, desservi par la route reliant Grandvilliers à Crèvecœur-le-Grand.
En 1840, Louis Graves indiquait que « cette commune affecte la figure d'un triangle irrégulier qui aurait un angle au nord-est, au point de contact des communes de Sommereux et de Conteville. Un ravin se dirigeant vers ce point divise l'étendue du territoire.
Le chef-lieu, à l'angle nord-est, est un village de trente maisons disposées sur trois rues tortueuses, irrégulières, mal nivelées ».

### Communes limitrophes
Les communes limitrophes sont  Cempuis, Conteville, Grez, Hétomesnil, Le Mesnil-Conteville, Prévillers et Sommereux.
| Cempuis | Sommereux  | Le Mesnil-Conteville |
|         | du Hamel   | Conteville           |
| Grez    | Prévillers | Hétomesnil           |

### Hydrographie
La commune est traversée par la ligne de partage des eaux entre les bassins hydrographiques Artois-Picardie et Seine-Normandie. Elle n'est drainée par aucun cours d'eau.

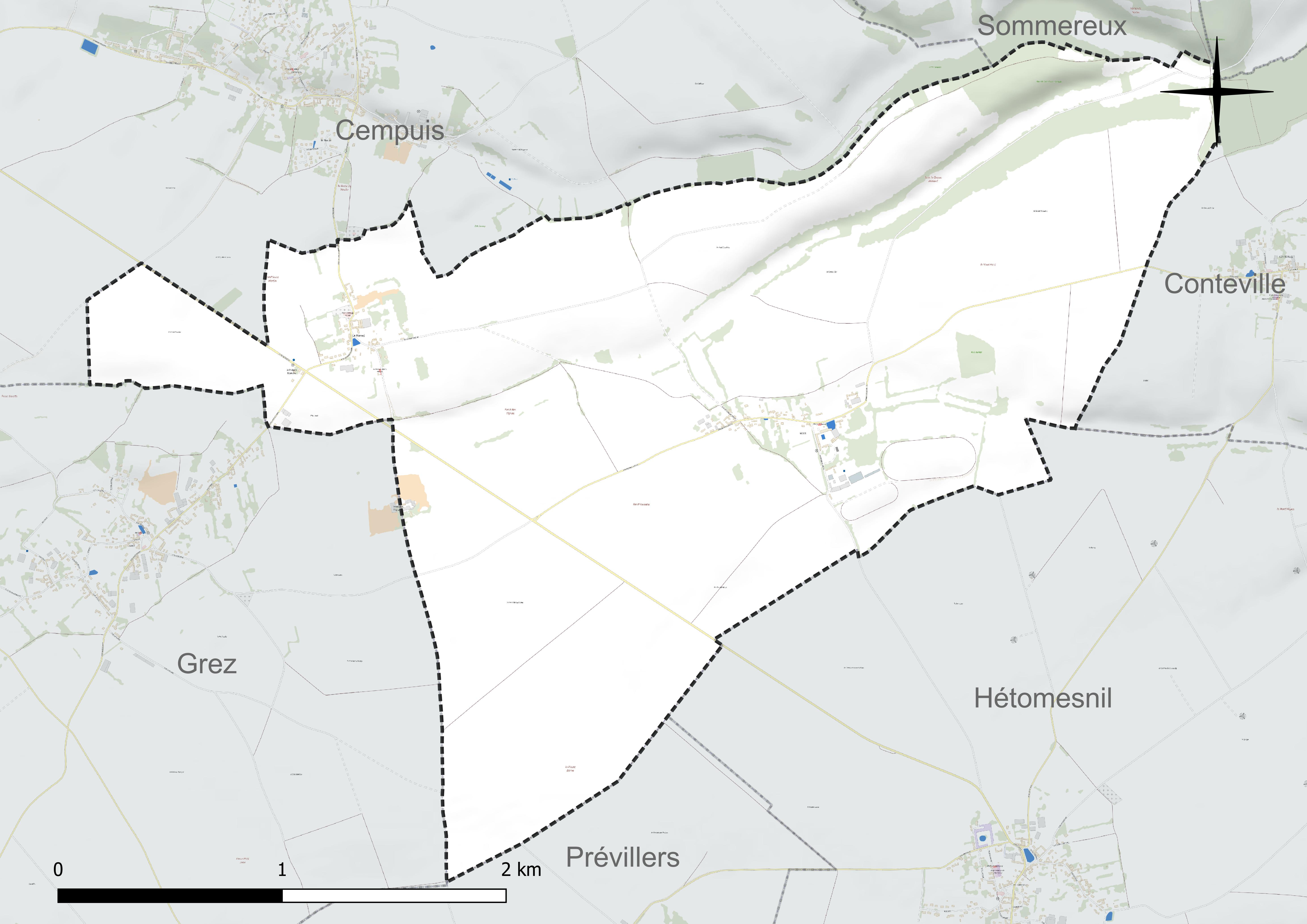
Réseau hydrographique du Hamel.

### Climat
Pour des articles plus généraux, voir Climat des Hauts-de-France et Climat de l'Oise.
En 2010, le climat de la commune est de type climat océanique altéré, selon une étude du CNRS s'appuyant sur une série de données couvrant la période 1971-2000. En 2020, Météo-France publie une typologie des climats de la France métropolitaine dans laquelle la commune est exposée à un climat océanique et est dans la région climatique Nord-est du bassin Parisien, caractérisée par un ensoleillement médiocre, une pluviométrie moyenne régulièrement répartie au cours de l'année et un hiver froid (3 °C).
Pour la période 1971-2000, la température annuelle moyenne est de 9,9 °C, avec une amplitude thermique annuelle de 14,1 °C. Le cumul annuel moyen de précipitations est de 808 mm, avec 12,2 jours de précipitations en janvier et 8,8 jours en juillet. Pour la période 1991-2020, la température moyenne annuelle observée sur la station météorologique la plus proche, située sur la commune de Saint-Arnoult à 14 km à vol d'oiseau, est de 10,4 °C et le cumul annuel moyen de précipitations est de 797,2 mm,. Pour l'avenir, les paramètres climatiques de la commune estimés pour 2050 selon différents scénarios d'émission de gaz à effet de serre sont consultables sur un site dédié publié par Météo-France en novembre 2022.

## Urbanisme

### Typologie
Au 1er janvier 2024, Le Hamel est catégorisée commune rurale à habitat dispersé, selon la nouvelle grille communale de densité à sept niveaux définie par l'Insee en 2022.
Elle est située hors unité urbaine. Par ailleurs la commune fait partie de l'aire d'attraction de Beauvais, dont elle est une commune de la couronne,. Cette aire, qui regroupe 162 communes, est catégorisée dans les aires de 50 000 à moins de 200 000 habitants,.

### Occupation des sols

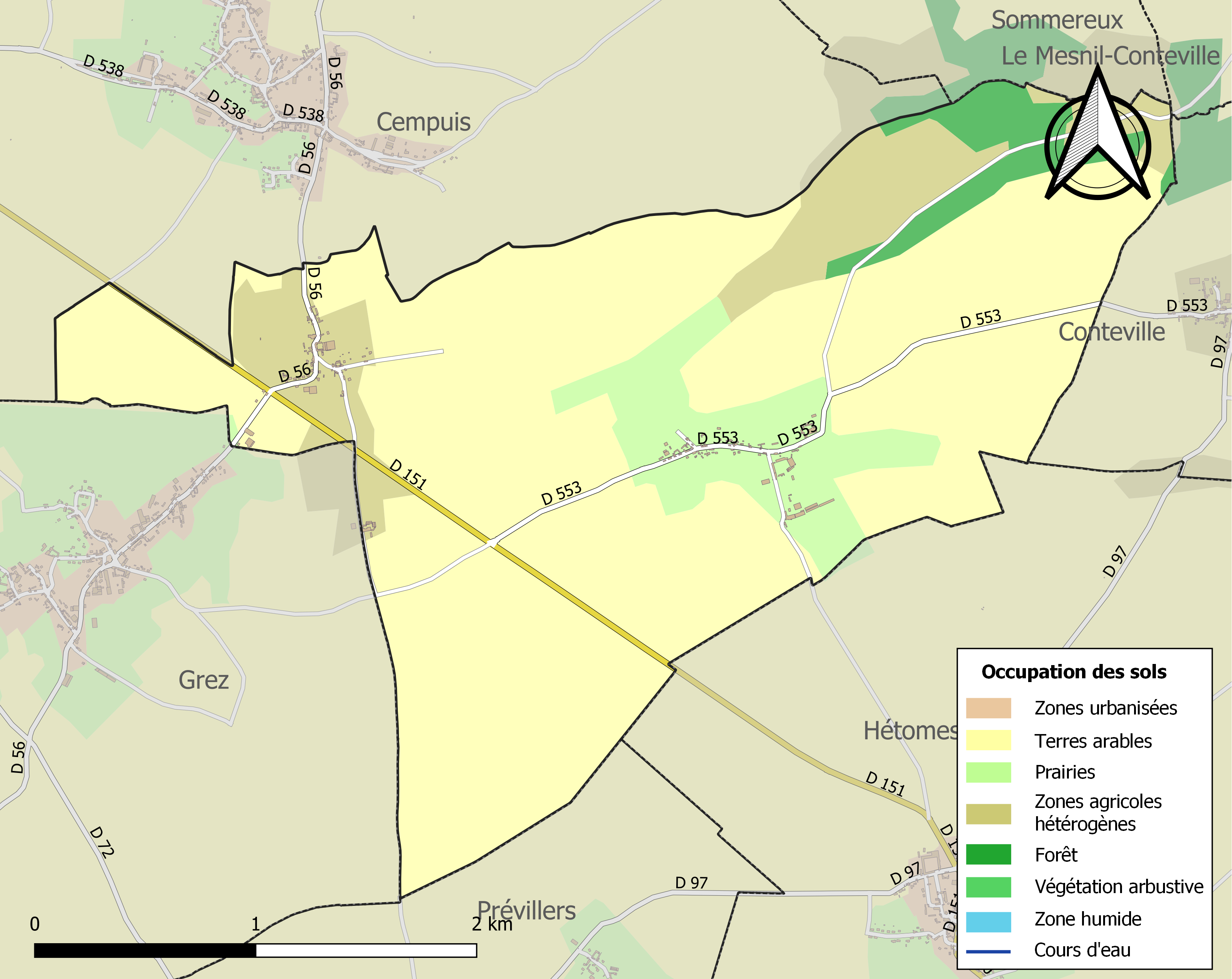
Carte des infrastructures et de l'occupation des sols de la commune en 2018 (CLC).

L'occupation des sols de la commune, telle qu'elle ressort de la base de données européenne d'occupation biophysique des sols Corine Land Cover (CLC), est marquée par l'importance des territoires agricoles (96 % en 2018), une proportion identique à celle de 1990 (96 %). La répartition détaillée en 2018 est la suivante : 
terres arables (74,7 %), zones agricoles hétérogènes (11,6 %), prairies (9,6 %), forêts (4 %). L'évolution de l'occupation des sols de la commune et de ses infrastructures peut être observée sur les différentes représentations cartographiques du territoire : la carte de Cassini (XVIIIe siècle), la carte d'état-major (1820-1866) et les cartes ou photos aériennes de l'IGN pour la période actuelle (1950 à aujourd'hui).

### Hameaux et écarts
La commune compte un hameau, Rieux.

### Habitat et logement
En 2018, le nombre total de logements dans la commune était de 77, alors qu'il était de 75 en 2013 et de 72 en 2008.
Parmi ces logements, 90,9 % étaient des résidences principales, 5,2 % des résidences secondaires et 3,9 % des logements vacants. Ces logements étaient pour 100 % d'entre eux des maisons individuelles et pour 0 % des appartements.
Le tableau ci-dessous présente la typologie des logements au Le Hamel en 2018 en comparaison avec celle de l'Oise et de la France entière. Une caractéristique marquante du parc de logements est ainsi une proportion de résidences secondaires et logements occasionnels (5,2 %) supérieure à celle du département (2,5 %) mais inférieure  à celle de la France entière (9,7 %). Concernant le statut d'occupation de ces logements, 90 % des habitants de la commune sont propriétaires de leur logement (82,8 % en 2013), contre 61,4 % pour l'Oise et 57,5 % pour la France entière.
| Typologie                                               | Le Hamel | Oise | France entière |
| ------------------------------------------------------- | -------- | ---- | -------------- |
| Résidences principales (en %)                           | 90,9     | 90,4 | 82,1           |
| Résidences secondaires et logements occasionnels (en %) | 5,2      | 2,5  | 9,7            |
| Logements vacants (en %)                                | 3,9      | 7,1  | 8,2            |

### Voies de communication et transports
La commune est desservie, en 2023, par les lignes 614, 616, 6103 et 6109 du réseau interurbain de l'Oise.

### Énergie
Un projet d'implantations de 10 éoliennes d'une puissance de 2,3 mégawatts chacune et réparties entre Grez et Le Hamel est mené par l'entreprise Enertrag depuis 2007, malgré l'opposition de certains habitants à l'initiative de l'association Éolienne 60 soutenus par la région Hauts-de-France et sa campagne  intitulée « Stop à l'éolien ». Ceux-ci s'inquiètent en effet du nombre, jugé excessifs, d'éoliennes dans le secteur,,. Les recours sont rejetés en mai 2022, ouvrant la voie à la construction des éoliennes.

## Toponymie
La localité a été dénommée Hamel et Le Hamel-Notre-Dame (Hamellum en 1507).
La commune est instituée par la Révolution française sous le nom de Hames en 1793, puis de Le Hamel et Grez en 1801. Elle ne prend son nom actuel qu'ultérieurement, lorsque Grez est séparée du Hamel.
Hamel est l'ancien singulier de hameaux, qui s'est conservé comme forme dialectale en picard et en normand. Hamel est plus spécifiquement un diminutif de l'ancien français septentrional ham « village », dérivé avec le suffixe gallo-roman -ELLU > -el qui signifiait, en ancien français, « petit village ».
Le hameau de Rieux était dénommé Ruex en 1209 , Rieu, Riex, Ruieux, Rieulx (Ruieu, Ruolium, Rualiæ en 1152).

## Histoire

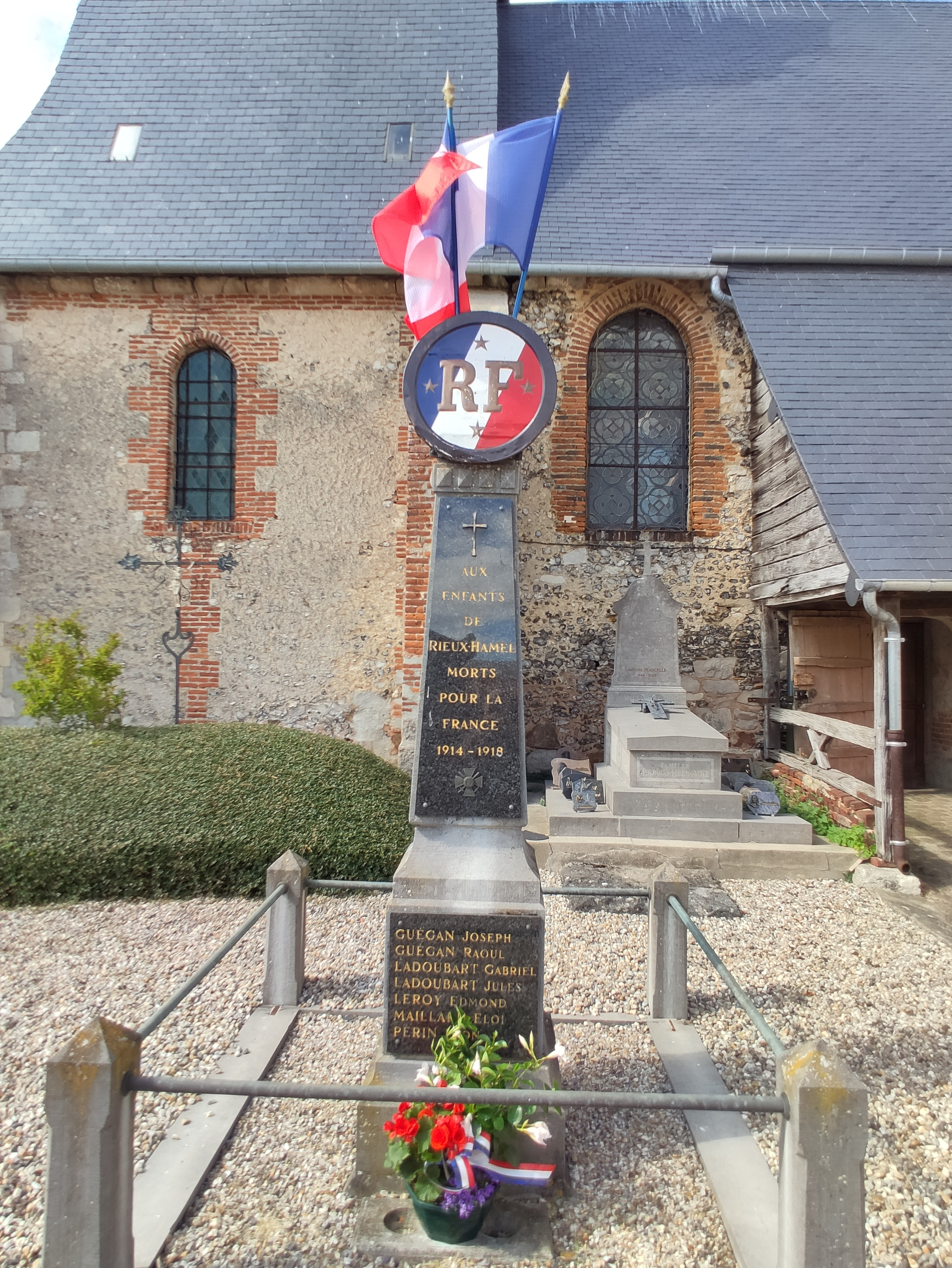
Le monument aux morts

Le village de Grez a été détaché du Hamel pour former une commune autonome en 1832. À l'inverse, le Petit-Cempuis a été réuni au Hamel en 1886.

### Moyen Âge
L'Abbaye Saint-Germer-de-Fly avait la seigneurie du lieu et le patronage de la cure.
Rieux est rattaché en 1192 au comté de Clermont, lorsque l'abbé Lambert le met sous la protection du Comte Raoul, moyennant une redevance de mines d'avoine par habitant.

### Temps modernes
Au XVIe siècle, les moines de Saint-Germer avaient un château à Rieux. Les dîmes étaient partagées entre les abbayes de Saint-Lucien , de Saint-Germer et de Chaalis.
Louis Graves indique qu'au XVIIIe siècle, Le Hamel était « réputé par le commerce considérable d'eau-de-vie qu'on y faisait ; cette spéculation avait eu le pélerinage pour premiere cause ».

#### La légende du Sire de Créquy
Dans l'église Notre-Dame du Hamel classée monument historique, se trouvent d'énormes chaînes, pendues au plafond devant des tableaux relatant la légende du sire de Créquy.
Cette légende est ainsi relatée par Jacques Cambry, premier préfet de l'Oise, dans son ouvrage Description du Département de l'Oise (1803) : « Francois Ier, prisonnier de Charles-Quint après la bataille de Pavie, ne pouvoit payer la forte rançon que l'empereur exigeoit de lui ; M. de Créquy, qui ressembloit beaucoup à François Ier, lui proposa de se charger de ses chaînes : refus ; on insiste : Créquy obtient enfin la faveur qu'il sollicite. Charles-Quint, instruit de cette ruse, traite fort mal M. de Créquy ; il est chargé de chaînes énormes, et maltraité par ses geoliers : sa confiance en Notre-Dame-du-Hamel le tira de cette facheuse situation : il fut, par son intercession, miraculeusement transporté pendant la nuit de Madrid dans un champ voisin du Hamel. Un berger, surpris de voir ses moutons danser gaiement autour d'un homme à longue barbe, fort mal vêtu, chargé de chaînes, s'approche et le salue : Créquy l'interroge ; il apprend qu'il est sur les terres voisines de son château, où sa femme, qui le chérissoit, forcée par ses parents, qui le croyoient mort, de contracter une nouvelle alliance, devoit se marier le même jour. Avant d'entrer chez lui Créquy se prosterne aux pieds de la Vierge sa bienfaitrice, et dépose sur les marches de l'autel les chaînes dont le berger l'aida sans doute à se débarrasser. Il se rend au château : on refuse de le laisser parler à madame de Créquy ; il est enfin reçu en faisant présenter à sa femme un anneau sur lequel étoit gravé son portrait et celui de l'épouse qu'il adoroit ; sa barbe, ses cheveux hérissés, ses vêtements, le faisoient encore méconnoître ; il est forcé de lui parler d'une marque qu'elle avoit sur le corps et que seul il pouvoit connoître. On devine les transports des deux époux qui n'avoient jamais cessé de s'aimer. Créquy prend les habits d'un chevalier français ; il se rend à la cour, reproche au roi de l'avoir oublié dans les prisons de Madrid : ce prince s'excuse en lui proposant pour récompense ce qu'il voudroit lui demander : Je ne yeux, lui dit Créquy, qu'ajouter une fleur de lis à mes armes : Je vous en donne mille, lui dit François Ier. Depuis ce temps le lion des Créquy et le champ qui le renfermoit étoient couverts de fleurs de lis. »
D'autres racontent la même histoire, mais placée au temps des croisades.
Le pèlerinage à Notre-Dame du Hamel commémorait ce miracle.

#### Circonscriptions d'ancien régime
Circonscriptions religieuses sous l'Ancien Régime : 
Paroisse : Notre-Dame •
Doyenné : Montagne • 
Archidiaconé : Bray • 
Diocèse : Beauvais.
Circonscriptions administratives sous l'Ancien Régime : 
Intendance (1789): Paris • 
Élection (1789) : Beauvais • 
Subdélégation :  Amiens  •
Grenier à sel (1789): Grandvilliers • 
Coutume : Amiens et Clermont • 
Parlement :  Paris  • 
Bailliage : Beauvais et Clermont
Gouvernement : Île-de-France.

### Époque contemporaine
Le hameau de Grez, qui faisait partie de la commune lors de son institution par la Révolution française, est érigé en commune autonome en 1832.
En 1840, la commune est propriétaire du presbytère, de l'école, ainsi que d'un terrain de jeu de balle au tamis situé à Rieux. On y comptait deux moulins à vent. La population vivait du tissage de bas en laine.

## Politique et administration

### Rattachements administratifs et électoraux

#### Rattachements administratifs
La commune se trouve  dans l'arrondissement de Beauvais du département de l'Oise.
Elle faisait partie depuis 1793 du canton de Grandvilliers. Dans le cadre du redécoupage cantonal de 2014 en France, cette circonscription administrative territoriale a disparu, et le canton n'est plus qu'une circonscription électorale.

#### Rattachements électoraux
Pour les élections départementales, la commune fait partie depuis 2014 d'un nouveau canton de Grandvilliers, porté de 23 à 101 communes.
Pour l'élection des députés, elle fait partie depuis 2012 de la deuxième circonscription de l'Oise.

### Intercommunalité
La commune est membre de la communauté de communes de la Picardie verte, un établissement public de coopération intercommunale (EPCI) à fiscalité propre créé fin 1996  et auquel la commune avait transféré un certain nombre de ses compétences, dans les conditions déterminées par le code général des collectivités territoriales.

### Liste des maires
| Période                                  | Période                   | Identité               | Étiquette | Qualité                                           |
| ---------------------------------------- | ------------------------- | ---------------------- | --------- | ------------------------------------------------- |
| Les données manquantes sont à compléter. |                           |                        |           |                                                   |
|                                          |                           |                        |           |                                                   |
|                                          |                           | Louis François Gratien |           | Mort en 1851                                      |
|                                          |                           |                        |           |                                                   |
| avant 1995                               |                           | Émile Wallet           |           |                                                   |
|                                          |                           |                        |           |                                                   |
| mars 2001                                | mars 2008                 | Michel Ladoubart       | DVD       |                                                   |
| mars 2008                                | En cours (au 6 juin 2023) | Jean-Jacques Adoux     | FN,       | Chauffeur-livreur Réélu pour le mandat 2020-2026, |

## Équipements et services publics
La commune aménage en 2023 sa première salle communale dans une maison qui lui a été léguée.

## Population et société

### Démographie

#### Évolution démographique
L'évolution du nombre d'habitants est connue à travers les recensements de la population effectués dans la commune depuis 1793. Pour les communes de moins de 10 000 habitants, une enquête de recensement portant sur toute la population est réalisée tous les cinq ans, les populations de référence des années intermédiaires étant quant à elles estimées par interpolation ou extrapolation. Pour la commune, le premier recensement exhaustif entrant dans le cadre du nouveau dispositif a été réalisé en 2008.

En 2022, la commune comptait 185 habitants, en évolution de +3,35 % par rapport à 2016 (Oise : +0,87 %, France hors Mayotte : +2,11 %).
| 1793 | 1800  | 1806  | 1821 | 1831 | 1836 | 1841 | 1846 | 1851 |
| ---- | ----- | ----- | ---- | ---- | ---- | ---- | ---- | ---- |
| 965  | 1 008 | 1 012 | 975  | 931  | 398  | 389  | 358  | 352  |

| 1856 | 1861 | 1866 | 1872 | 1876 | 1881 | 1886 | 1891 | 1896 |
| ---- | ---- | ---- | ---- | ---- | ---- | ---- | ---- | ---- |
| 321  | 288  | 297  | 259  | 257  | 233  | 189  | 199  | 172  |

| 1901 | 1906 | 1911 | 1921 | 1926 | 1931 | 1936 | 1946 | 1954 |
| ---- | ---- | ---- | ---- | ---- | ---- | ---- | ---- | ---- |
| 167  | 140  | 140  | 118  | 116  | 132  | 122  | 135  | 152  |

| 1962 | 1968 | 1975 | 1982 | 1990 | 1999 | 2006 | 2008 | 2013 |
| ---- | ---- | ---- | ---- | ---- | ---- | ---- | ---- | ---- |
| 144  | 139  | 145  | 143  | 113  | 127  | 164  | 175  | 169  |

| 2018 | 2022 | - | - | - | - | - | - | - |
| ---- | ---- | - | - | - | - | - | - | - |
| 187  | 185  | - | - | - | - | - | - | - |

La chute de population constatée entre 1831 et 1836 est liée au détachement, en 1832, du hameau de Grez, devenu alors commune de plein exercice.

#### Pyramide des âges
La population de la commune est relativement jeune.
En 2018, le taux de personnes d'un âge inférieur à 30 ans s'élève à 42,2 %, soit au-dessus de la moyenne départementale (37,3 %). À l'inverse, le taux de personnes d'âge supérieur à 60 ans est de 17,7 % la même année, alors qu'il est de 22,8 % au niveau départemental.
En 2018, la commune comptait 89 hommes pour 98 femmes, soit un taux de 52,41 % de femmes, légèrement supérieur au taux départemental (51,11 %).
Les pyramides des âges de la commune et du département s'établissent comme suit.
| Hommes | Classe d’âge | Femmes |
| ------ | ------------ | ------ |
| 1,1    | 90 ou +      | 0,0    |
| 7,9    | 75-89 ans    | 9,2    |
| 7,9    | 60-74 ans    | 9,2    |
| 22,5   | 45-59 ans    | 14,3   |
| 22,5   | 30-44 ans    | 21,4   |
| 18,0   | 15-29 ans    | 13,3   |
| 20,2   | 0-14 ans     | 32,7   |

| Hommes | Classe d’âge | Femmes |
| ------ | ------------ | ------ |
| 0,5    | 90 ou +      | 1,4    |
| 5,5    | 75-89 ans    | 7,6    |
| 15,6   | 60-74 ans    | 16,3   |
| 20,8   | 45-59 ans    | 20     |
| 19,4   | 30-44 ans    | 19,4   |
| 17,6   | 15-29 ans    | 16,2   |
| 20,6   | 0-14 ans     | 19,1   |

## Culture locale et patrimoine

### Lieux et monuments
- Église Notre-Dame, siège d'un ancien pèlerinage rappelant le miracle du sire de Créqui. La nef, la chapelle et les fonts baptismaux en pierre sont du XIIIe siècle. Le chœur, bien plus haut que la nef, les vitraux et fresques murales sont du XVIe siècle[33],[34].

Les fonts baptismaux datent du XIIIe siècle. Plusieurs éléments de vitraux datent du XVIe siècle – l'un est daté de 1541 – subsistent dans le chœur parmi d'intéressants vitraux du XIXe siècle. Le retable du maître-autel, du XVIIe siècle, représente l'Assomption de la Vierge.

L'église Notre-Dame
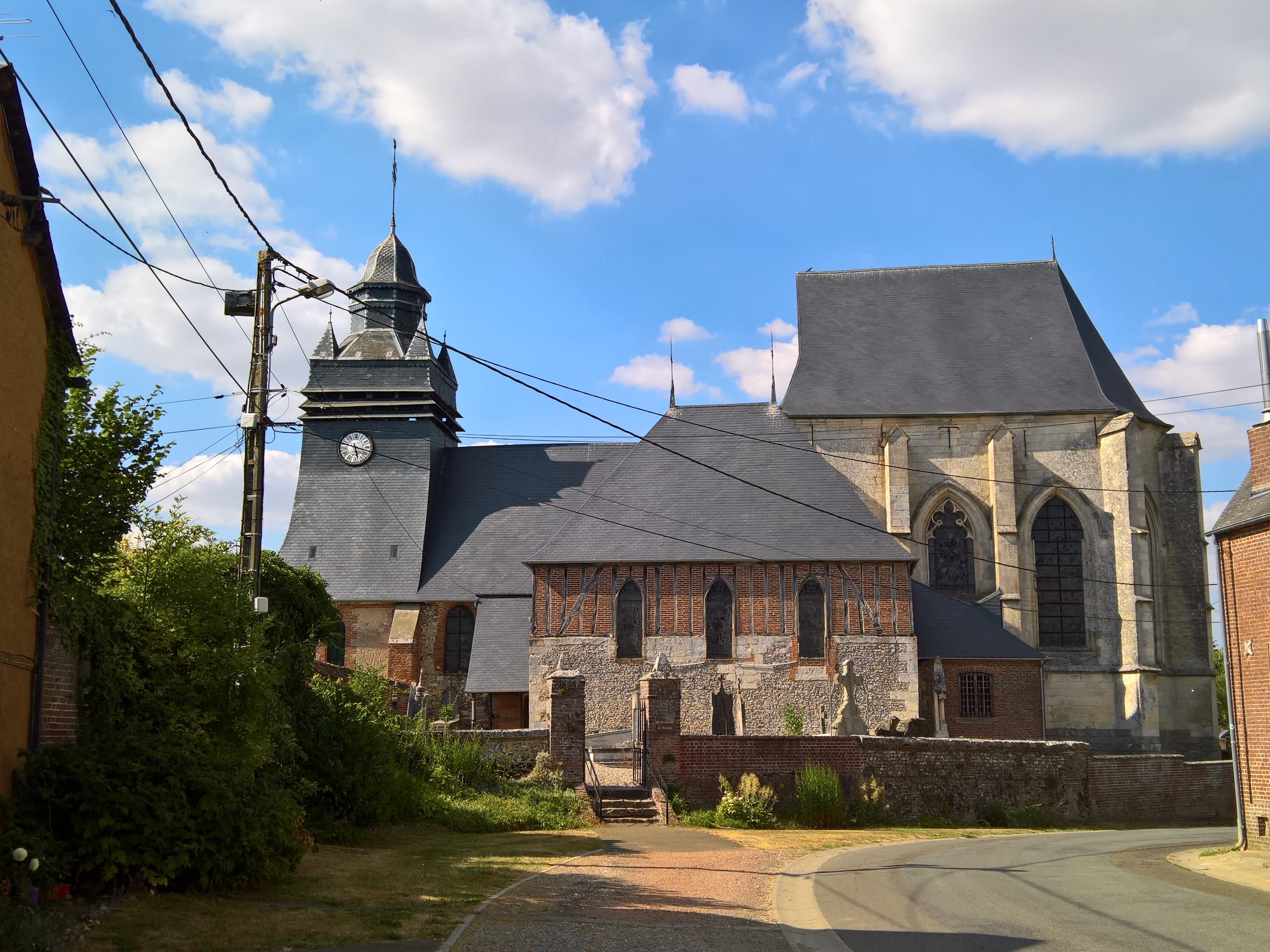
Façade sud.
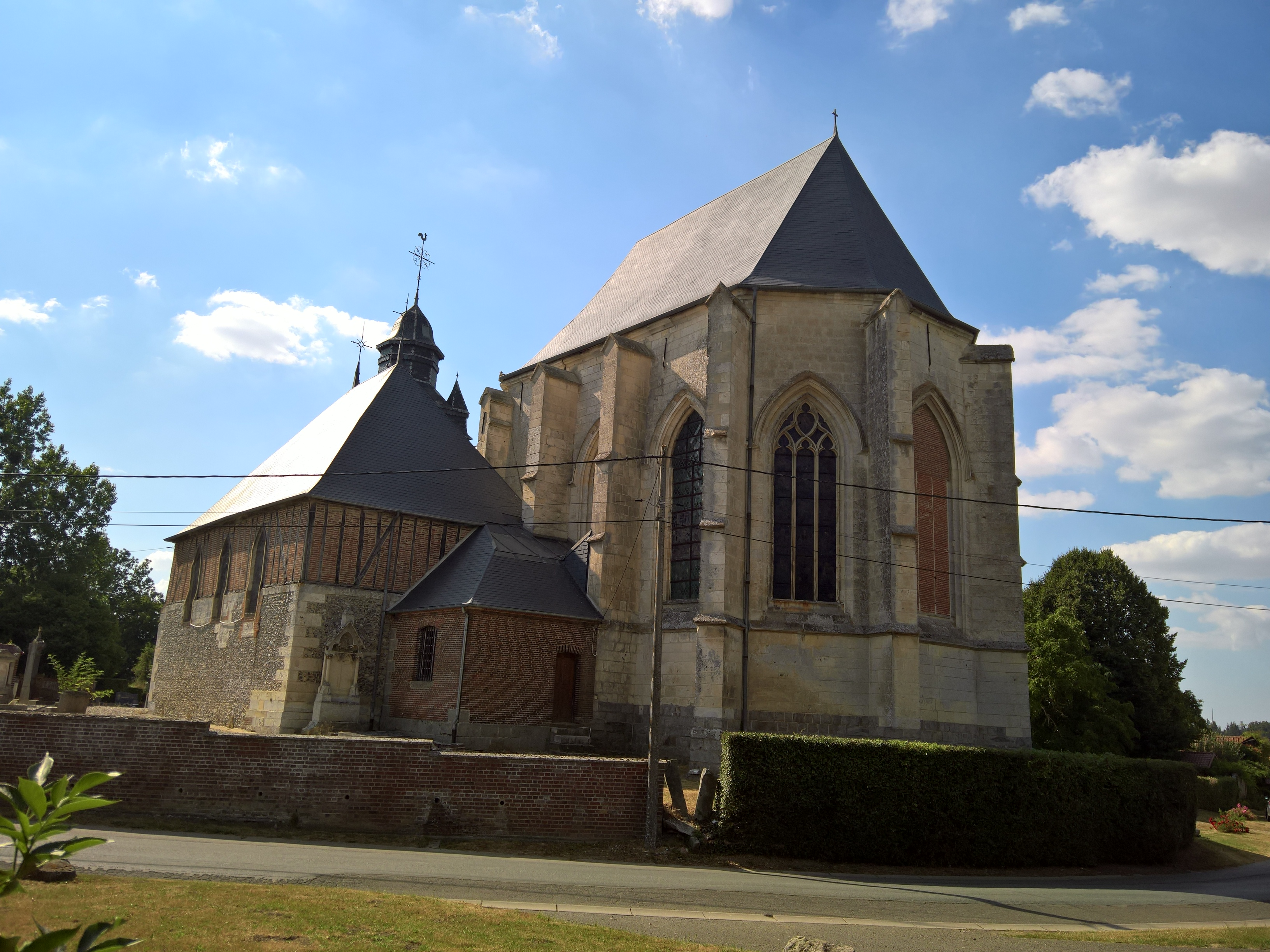
Chevet de l'église.
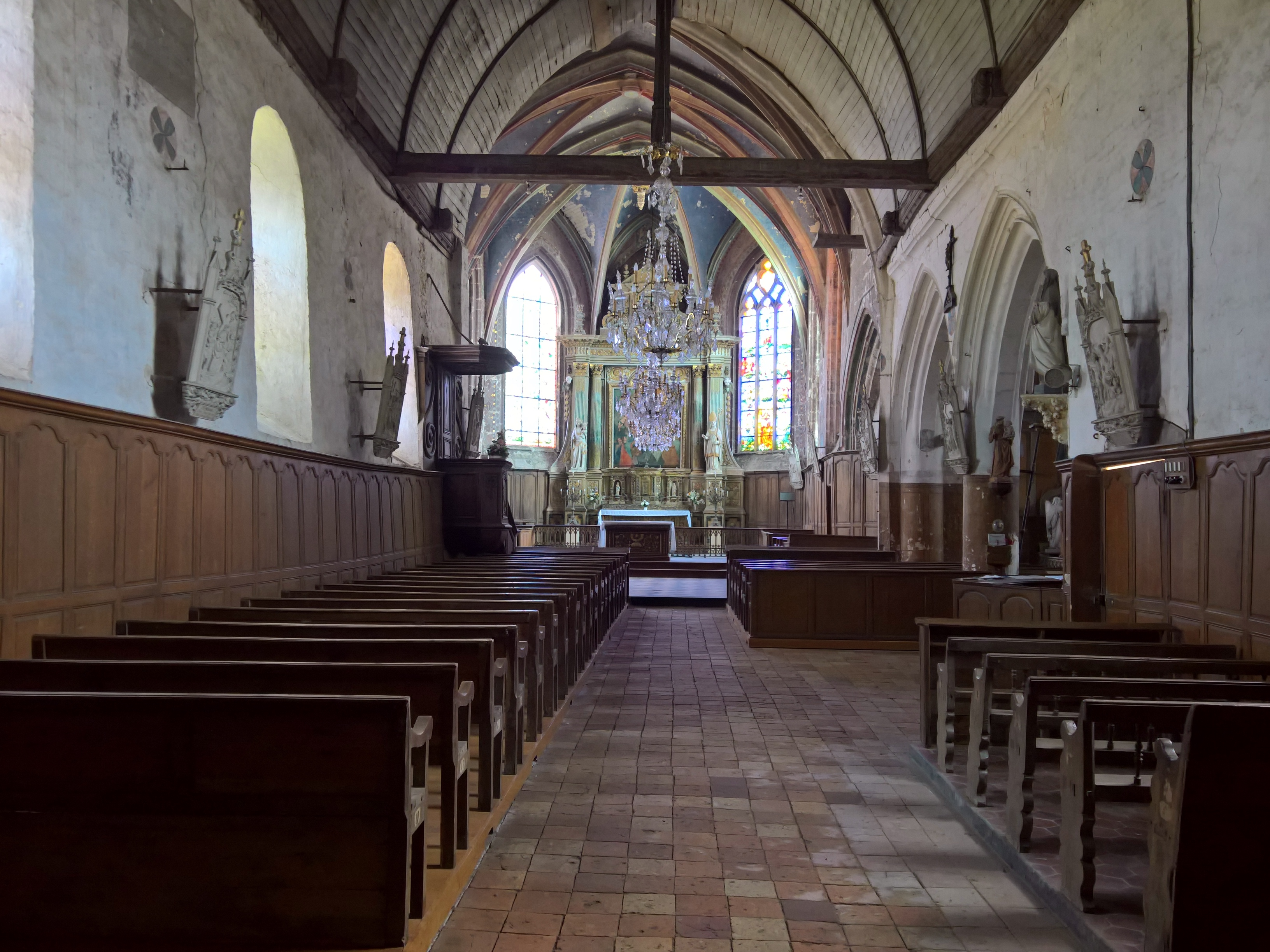
Intérieur de l'église.
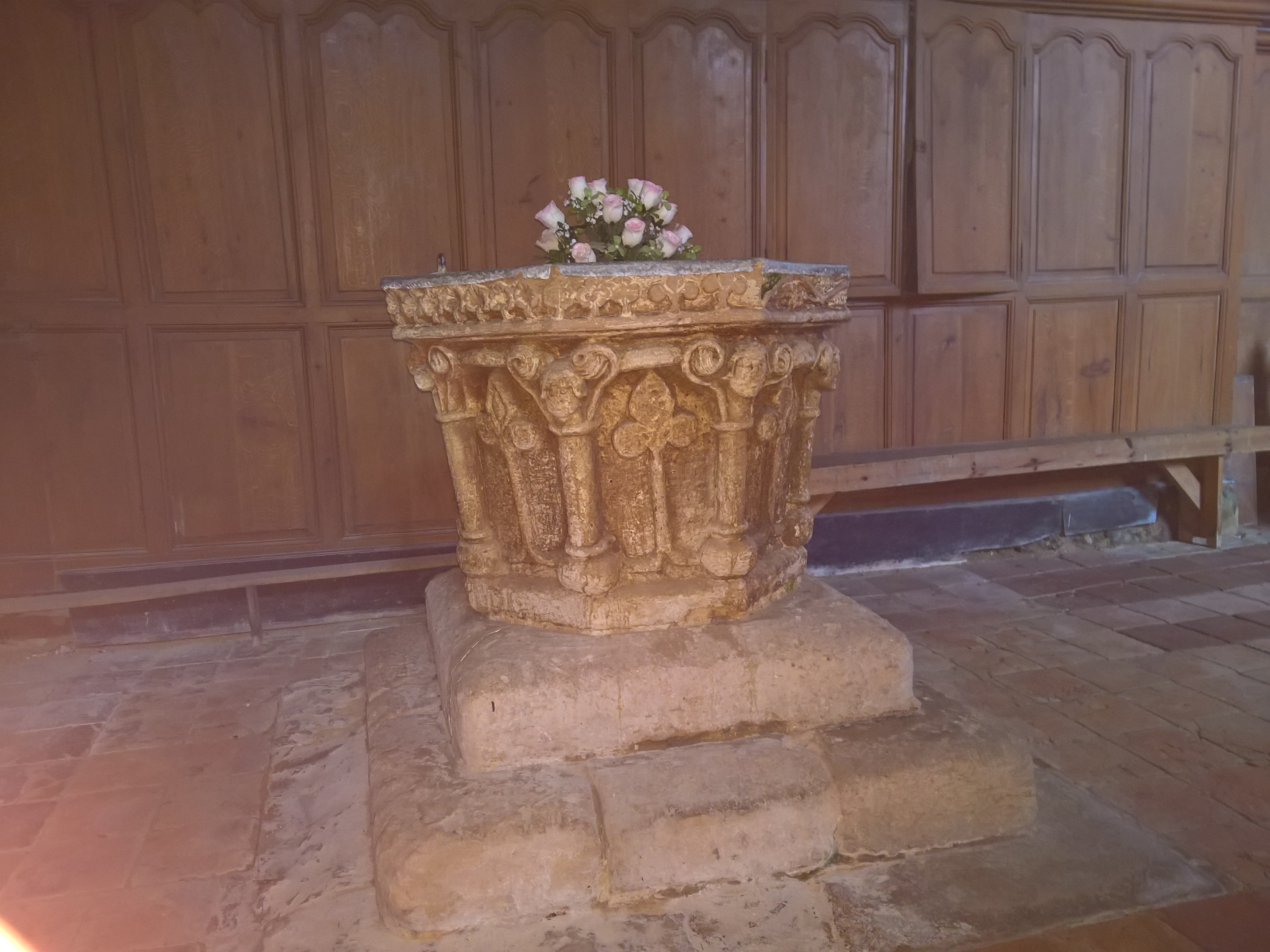
Fonts baptismaux.
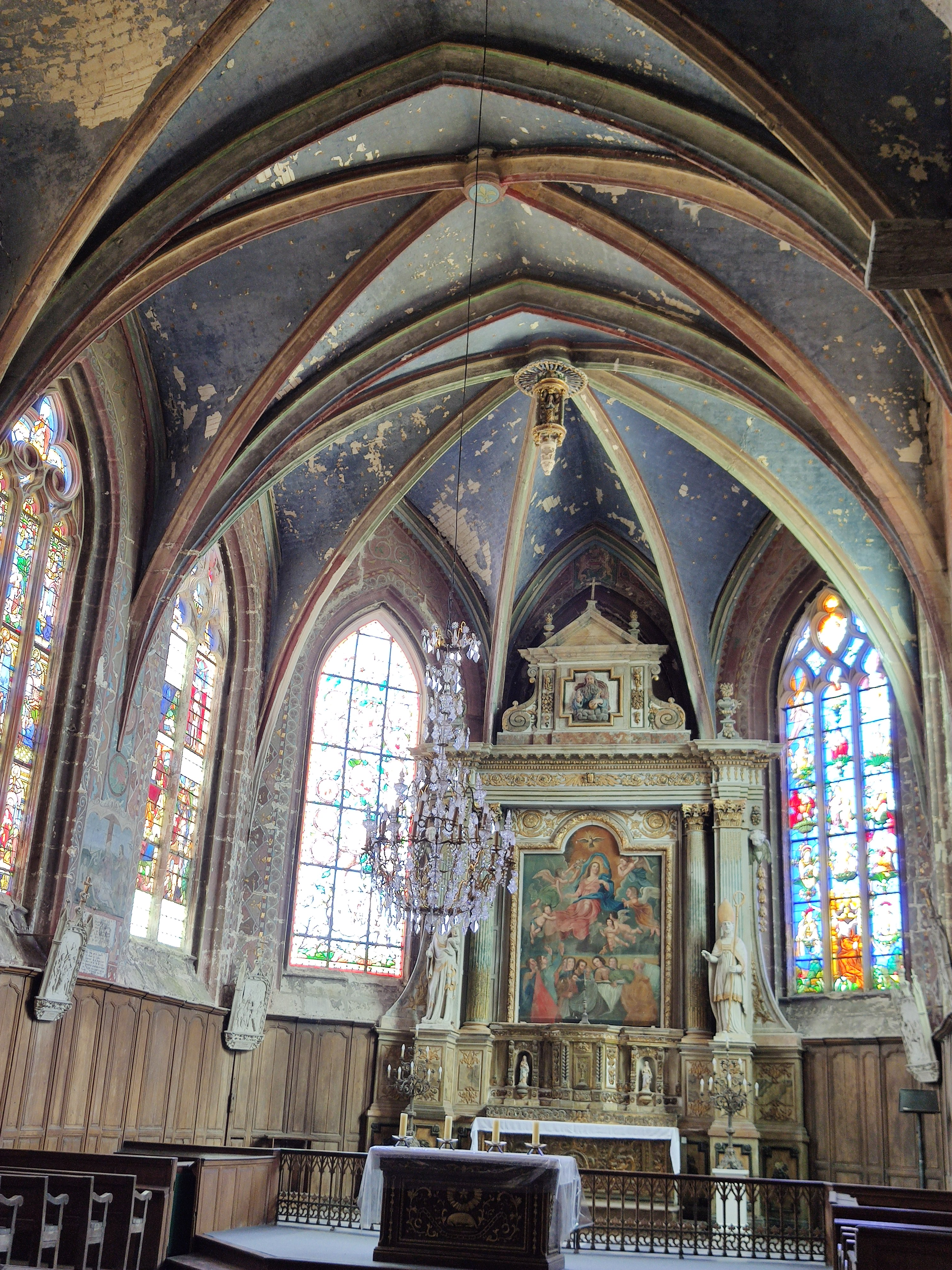
Le chœur
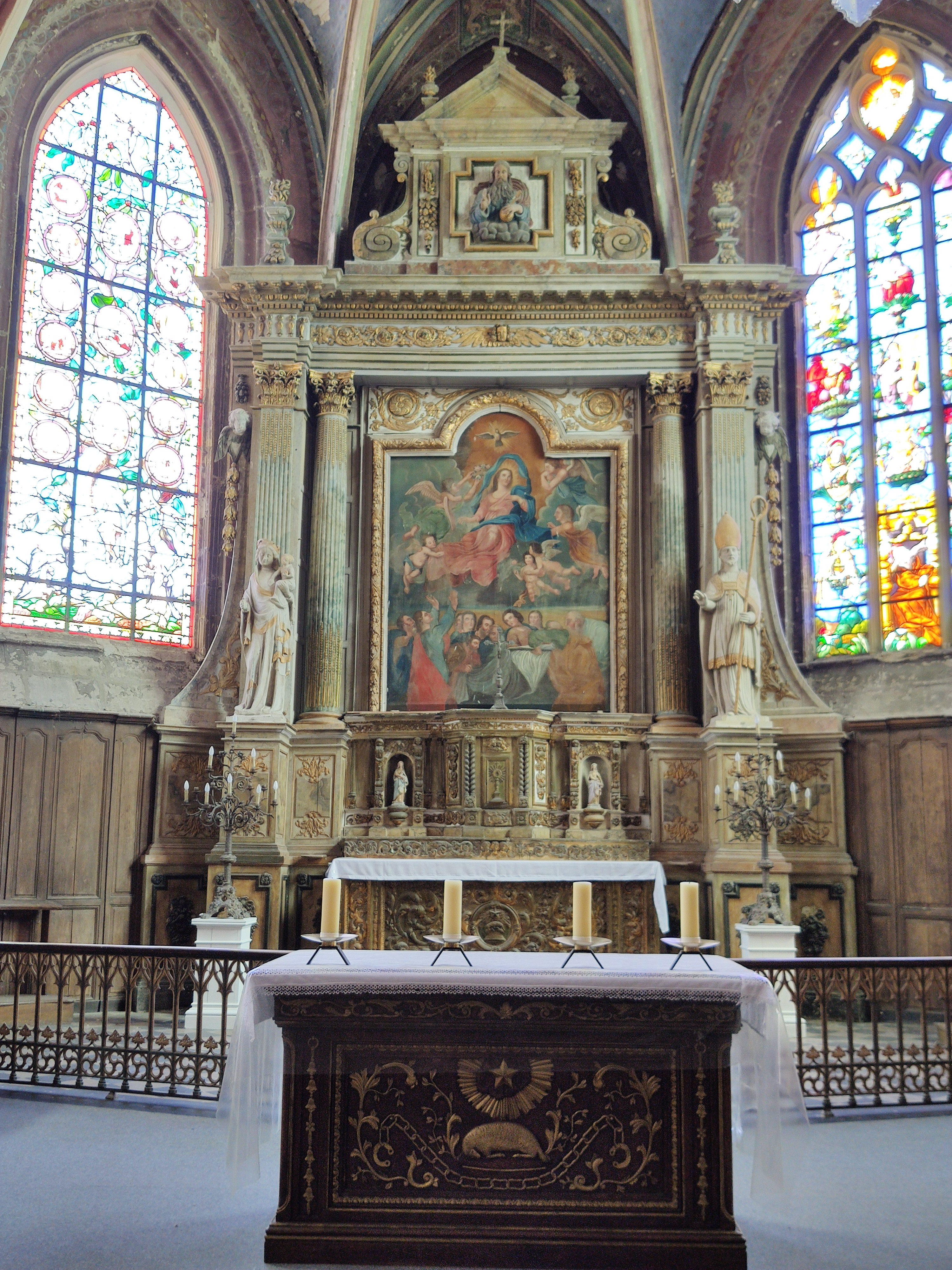
Le maître-autel.
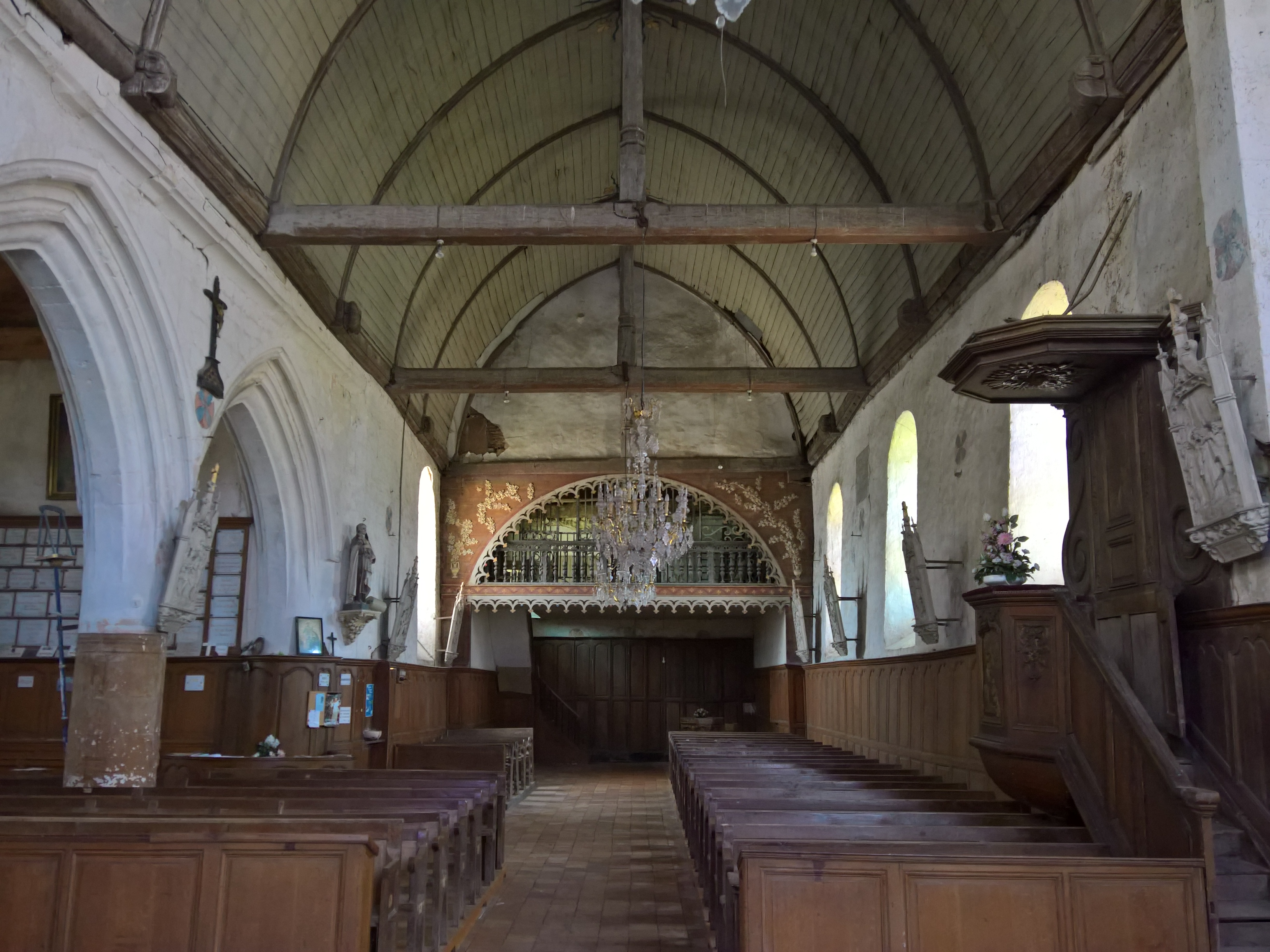
La nef, vue depuis le chœur.
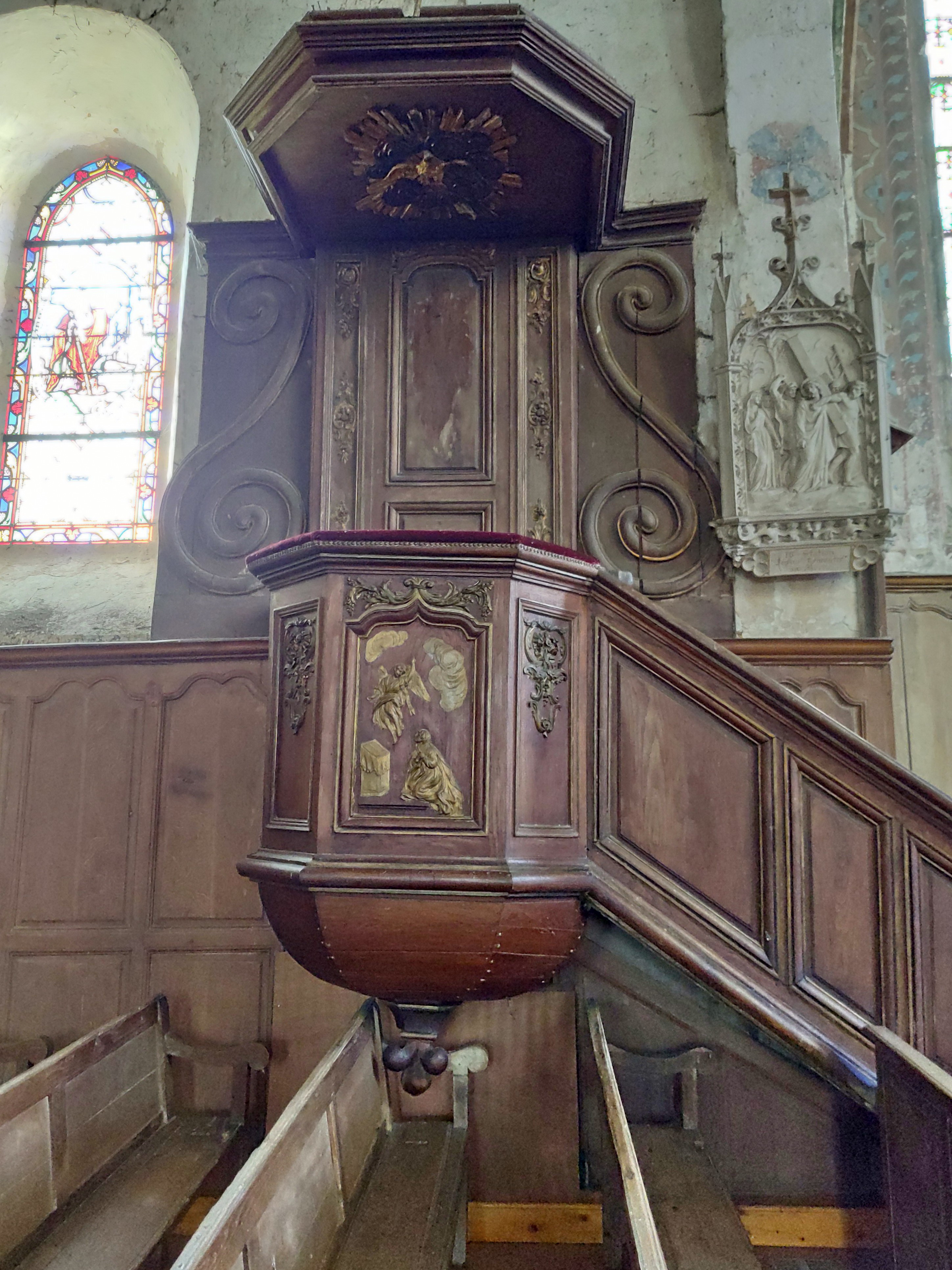
La chaire.
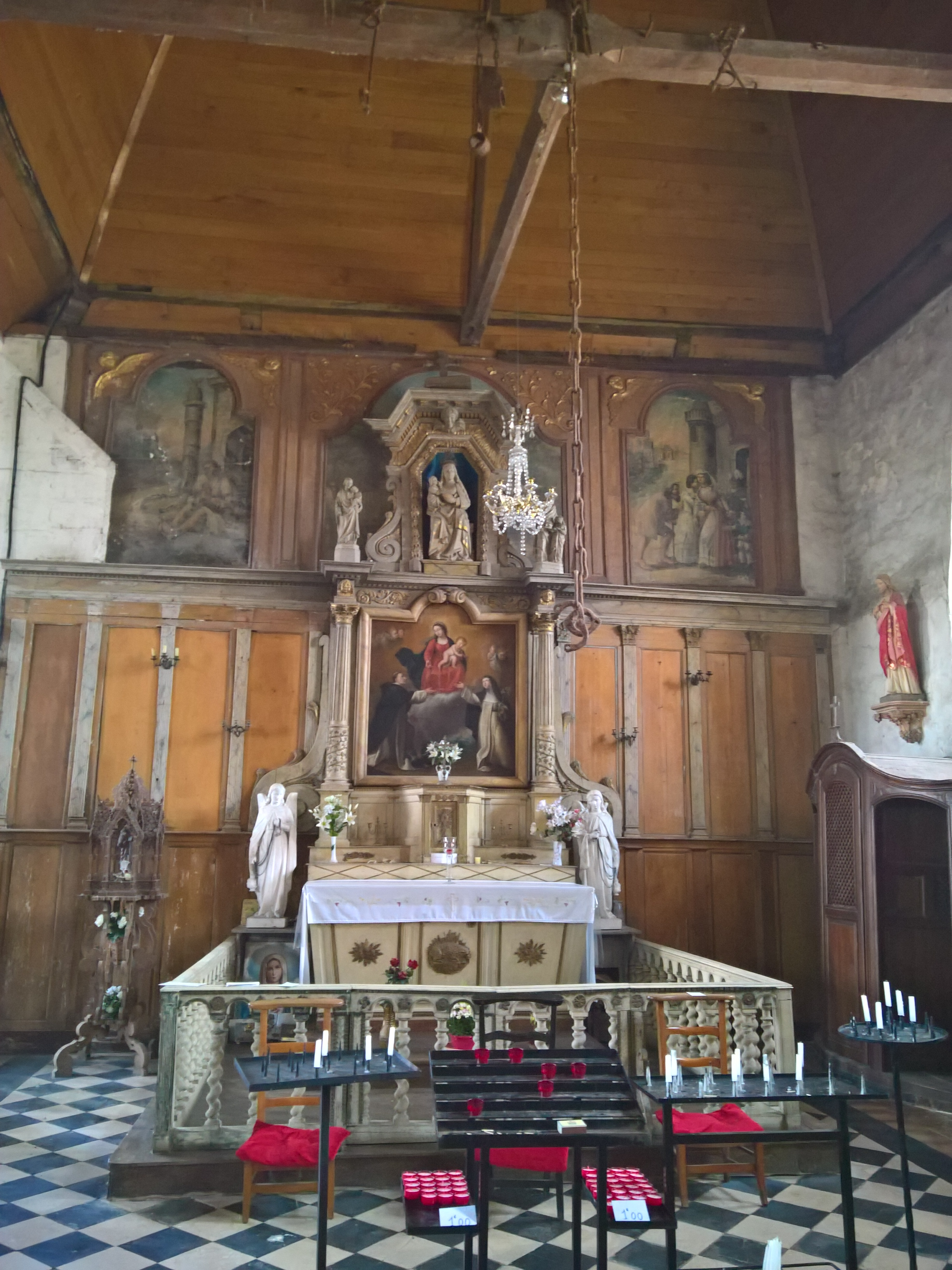
Autel de la chapelle latérale.
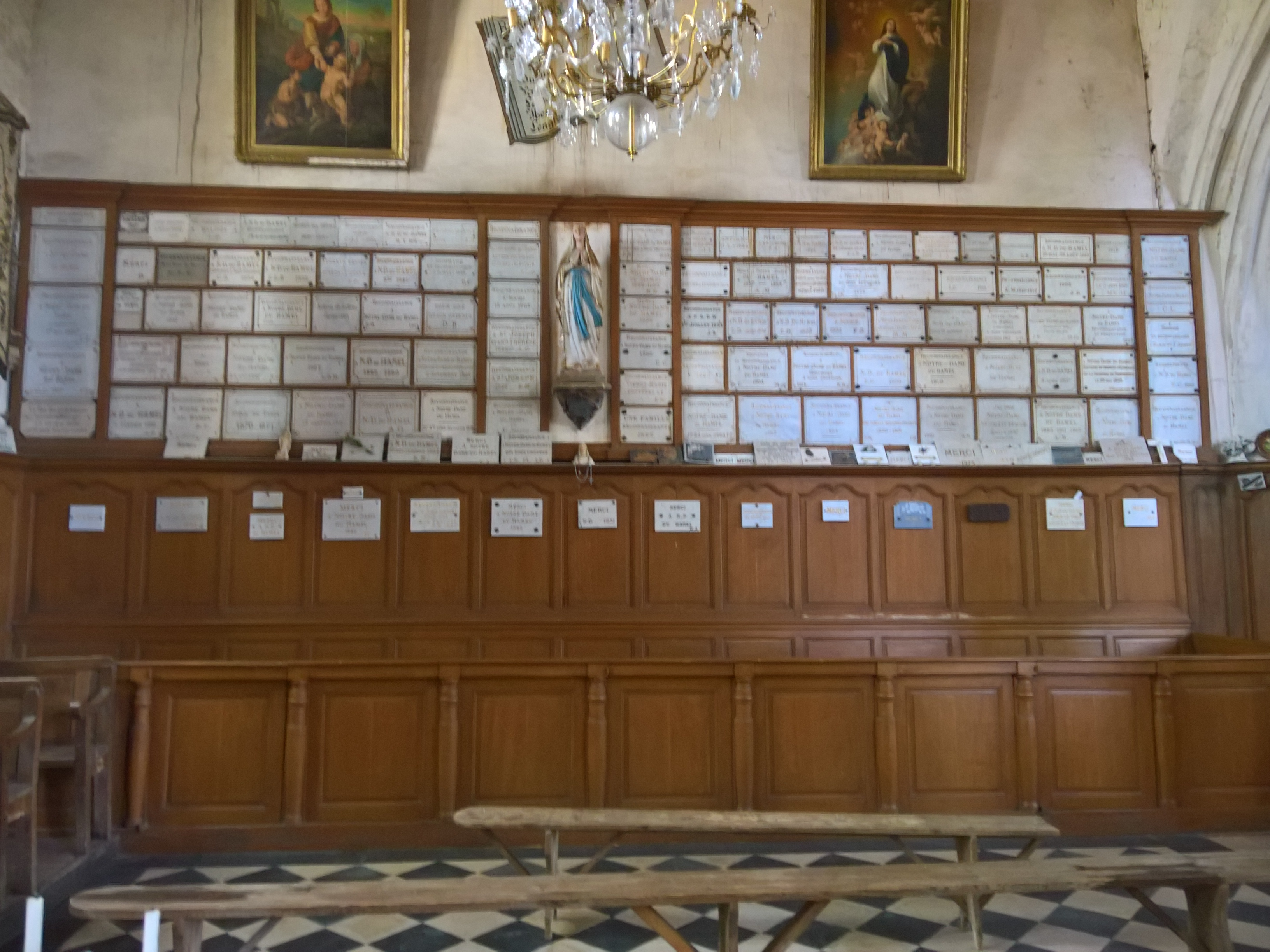
Mur d'ex-voto dans la chapelle latérale.

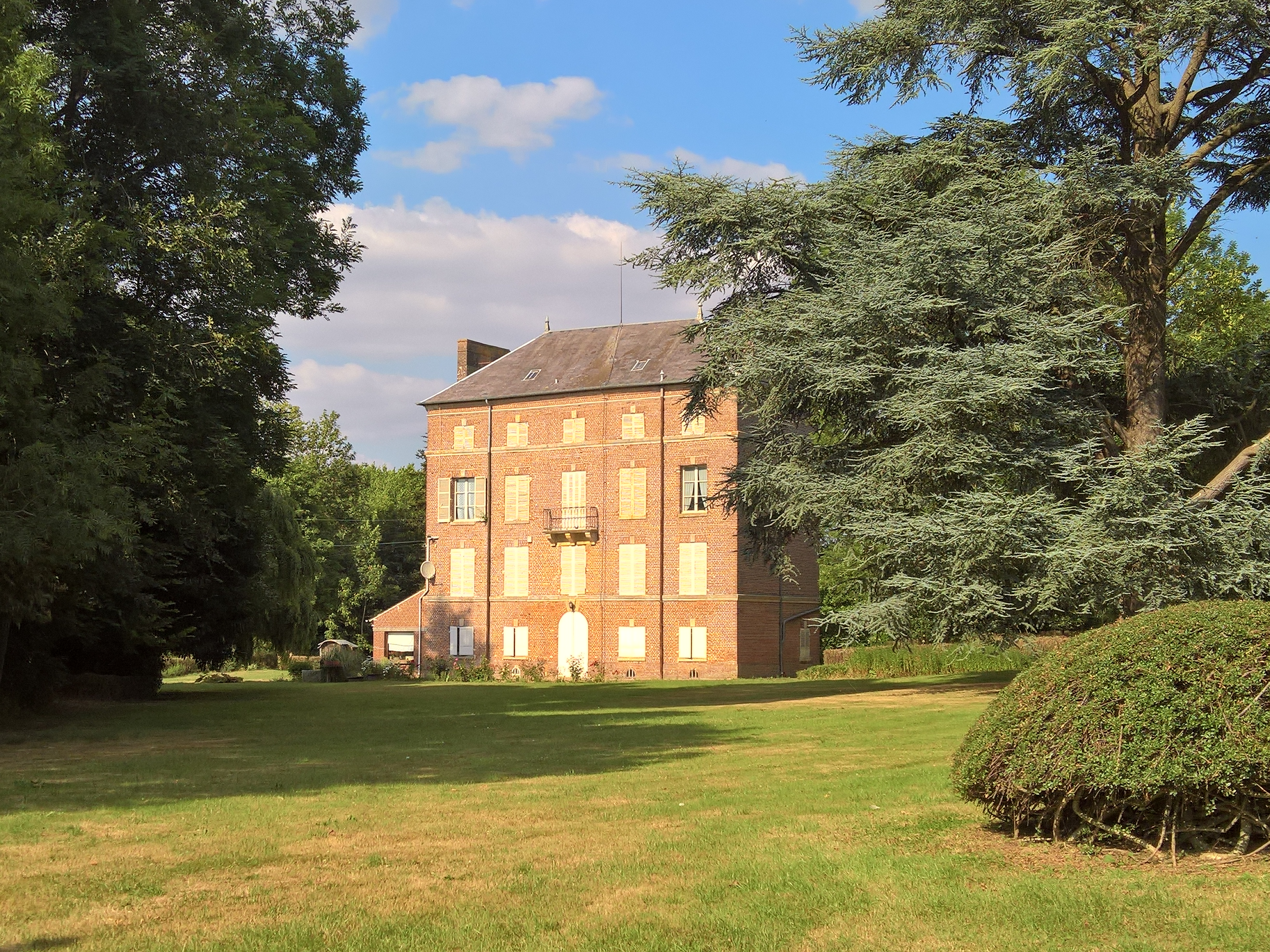
Le château de Rieux.

- Château au hameau de Rieux

## Pour approfondir